# Zagłębie Lubin (handball masculin)
Pour les articles homonymes, voir les sections de handball féminin ou de football.
Le Zagłębie Lubin est la section masculine de handball du club omnisports polonais du Zagłębie Lubin, basé à Lubin.

## Palmarès
compétitions internationales
- demi-finaliste de la Coupe Challenge (C4) en 2007

compétitions nationales
- Championnat de Pologne
  - vainqueur (1) en 2007
  - vice-champion (2) en 2005, 2008
- Coupe de Pologne
  - vainqueur (1) en 1993
  - finaliste en 2009, 2010

## Joueurs célèbres
- Arkadiusz Moryto : de 2016 à 2018